# Eremo di Santa Caterina del Sasso
L'eremo di Santa Caterina del Sasso (per esteso eremo di Santa Caterina del Sasso Ballaro) è un monastero situato sulla sponda orientale del lago Maggiore, nel comune italiano di Leggiuno (VA), di cui costituisce il monumento più emblematico, al punto da campeggiare nello stemma municipale.

## Storia
La costruzione del complesso di Santa Caterina vedrebbe le sue origini secondo la tradizione nel 1170, quando un tal Alberto Besozzi di Arolo, mercante e usuraio del tempo, scampando a un naufragio durante una traversata del lago, avrebbe fatto voto a Santa Caterina d'Alessandria di ritirarsi per il resto della sua vita in preghiera e solitudine in una grotta in quel tratto di costa. Lì avrebbe costruito una cappella alla Santa, poi preservata all'interno della chiesa. In seguito fatto beato, i suoi resti riposano all'interno della chiesa.
Il complesso monastico sorse tra il XIII e il XIV secolo, con la costruzione, da parte di alcuni nobili di Ispra, delle due chiese dedicate a Santa Maria Nova e San Nicolao. Se la prima venne edificata a partire dal 1270 come ex-voto per aver ottenuto la liberazione da un branco di lupi che razziava di continuo il bestiame, della seconda si sa solo che era già in costruzione il 5 settembre 1301, giorno di una donazione di terreni a favore dei frati de Saxobalaro. Di sette anni più tardi è invece la prima menzione di una terza chiesa, dedicata a Santa Caterina

Il complesso venne inizialmente retto per un breve periodo dai Domenicani, ai quali si devono gli affreschi di San Nicolao (1300-1320). Nel 1339 si registra la consacrazione degli altari delle chiese di Santa Maria e di San Nicolao; al XIV secolo risalirebbe la realizzazione non solo delle tre chiese (aggregate un unico edificio solo nel XVI secolo) ma anche della sala capitolare del convento meridionale e di un edificio centrale anch'esso di pertinenza dei frati (il cosiddetto "conventino"). Nel 1379 il complesso passò ai fratres di Sant'Ambrogio ad Nemus, i quali vi si stabilirono fino al 1643, anno in cui Urbano VIII ne soppresse l'ordine. Due anni più tardi, lo stesso papa decise di unire l'eremo alla commenda pavese di Santa Maria in Pertica. Il 12 novembre 1648, il commendatario Benedetto Odescalchi lo trasferì ai Carmelitani di Mantova, i quali si insediarono nel complesso a partire dal 1670 e vi rimasero fino alla soppressione del loro ordine, avvenuta nel 1770 per mano dell'imperatrice Maria Teresa.

Antica fotografia dei massi "miracolosamente sospesi" nella volta, poi rimossi

A seguito della soppressione, la chiesa e l'eremo vennero assegnati alla chiesa di Santo Stefano in Leggiuno, al prevosto della quale andò anche una porzione degli immobili. La restante parte venne invece suddivisa tra i canonici coadiutori di San Primo in Leggiuno e i parroci di Arolo, Cerro e Laveno. Per il complesso iniziò così un periodo di decadenza, aggravato da una frana che, attorno alla metà del XIX secolo si portò via parte del sentiero che, fin dal 1574, da Reno portava direttamente alla chiesa. A seguito dello smottamento, venne costruita la lunga scalinata che permette di raggiungere il complesso dalla parte opposta rispetto alla chiesa.
La frana ottocentesca non era tuttavia la prima ad aver influenzato la storia dell'eremo. Agli inizi del Seicento, cinque grossi massi erano infatti franati sulla chiesa, sfondando la volta della cappella che aveva inizialmente ospitato il sepolcro di Alberto Besozzi e che, in seguito allo smottamento, era stata appunto ribattezzata come "cappella dei sassi". I massi rimasero incastrati nella copertura della cappella fino alla notte tra l'11 e il 12 maggio 1910, quando caddero a terra senza ulteriori danni, e vennero portati via dalla chiesa solo durante una campagna di restauri avvenuta nel 1983.
Considerato monumento nazionale dal 1914, il 4 giugno 1970 il complesso passò di proprietà dal Beneficio parrocchiale di Leggiuno all'Amministrazione provinciale di Varese. Da quella data iniziarono consistenti restauri ed opere di consolidamento e stabilizzazione delle rocce, sia alla base sia sopra degli edifici, permettendo di salvare il santuario e di riaprirlo il 10 settembre 1986, giorno in cui il cardinal Martini consacrò il nuovo altare in pietra di Baveno.
Dal 1986 al 1996 è stato retto da una comunità domenicana, poi sino al 2018 dagli oblati benedettini; dalla primavera 2019 la vita religiosa dell'Eremo è animata da esponenti della fraternità francescana di Betania.

## Descrizione

### Il convento
L'antico convento è un agglomerato di vari edifici:
- Il convento meridionale (edificato tra fine Duecento e inizio Trecento ma oggetto di rimaneggiamenti fino al Seicento), è il fabbricato dal quale si accede all'eremo. Si presenta come edificio a due piani caratterizzato sul prospetto verso il lago da un portico a sette arcate con un soprastante loggiato. All'interno, la sala capitolare conserva affreschi di varie epoche, tra i quali i resti di una Deposizione del XIV secolo, (di cui resta un gruppo degli armigeri, dai vivaci colori e con armature rappresentate in dettaglio), una Crocifissione coi Santi Caterina e Ambrogio e una Guarigione di un cavallo da parte di Sant'Eligio, vicino a Sant'Antonio (datato 1439)[7][8], e un camino con l'emblema dei Carmelitani Riformati. La stanza presenta una notevole altezza, in quanto l'originaria copertura a volta fu demolita all'inizio del XVI secolo, quando questa zona dell'Eremo venne ristrutturata per insediarvi la foresteria; tuttavia la traccia del profilo degli archi acuti, visibile sulle pareti, permette di farsi un'idea dell'aspetto originario della sala. Vi è collocata una Crocifissione su tavola del pittore di Busto Arsizio Giovanni Pietro Crespi, datata 1510, precedentemente ospitata nella chiesa. Nel refettorio campeggia una Cena seicentesca affrescata da Giovanni Battista De Advocatis.[7]
- Il cortile del torchio, collocato tra i due conventi, ospita un torchio del 1759.[7]
- Il cosiddetto "conventino" (XIII-XIV secolo), fabbricato intermedio fra la sala capitolare e la chiesa, ospitava la cucina, il refettorio e le celle. è dotato da un porticato con quattro archi a sesto acuto che ospita i lacerti di una Danza della morte affrescata.[7][9]

### La torre campanaria
A strapiombo sul lago si erge il campanile romanico, risalente al XIV secolo. Alta dodici metri, la torre venne originariamente costruita come campanile della chiesa di San Nicolao, con cui era direttamente collegata attraverso una porta poi murata. A partire dal XVI secolo, con la costruzione dell'edificio sacro unico, l'ingresso venne collocato nel portico rinascimentale. La cella campanaria presenta un'apertura per lato, ad eccezione di quello esposto a nord, in cui è stata murata; la presenza di un sostegno centrale dell'architrave conferisce loro l'aspetto di bifore.

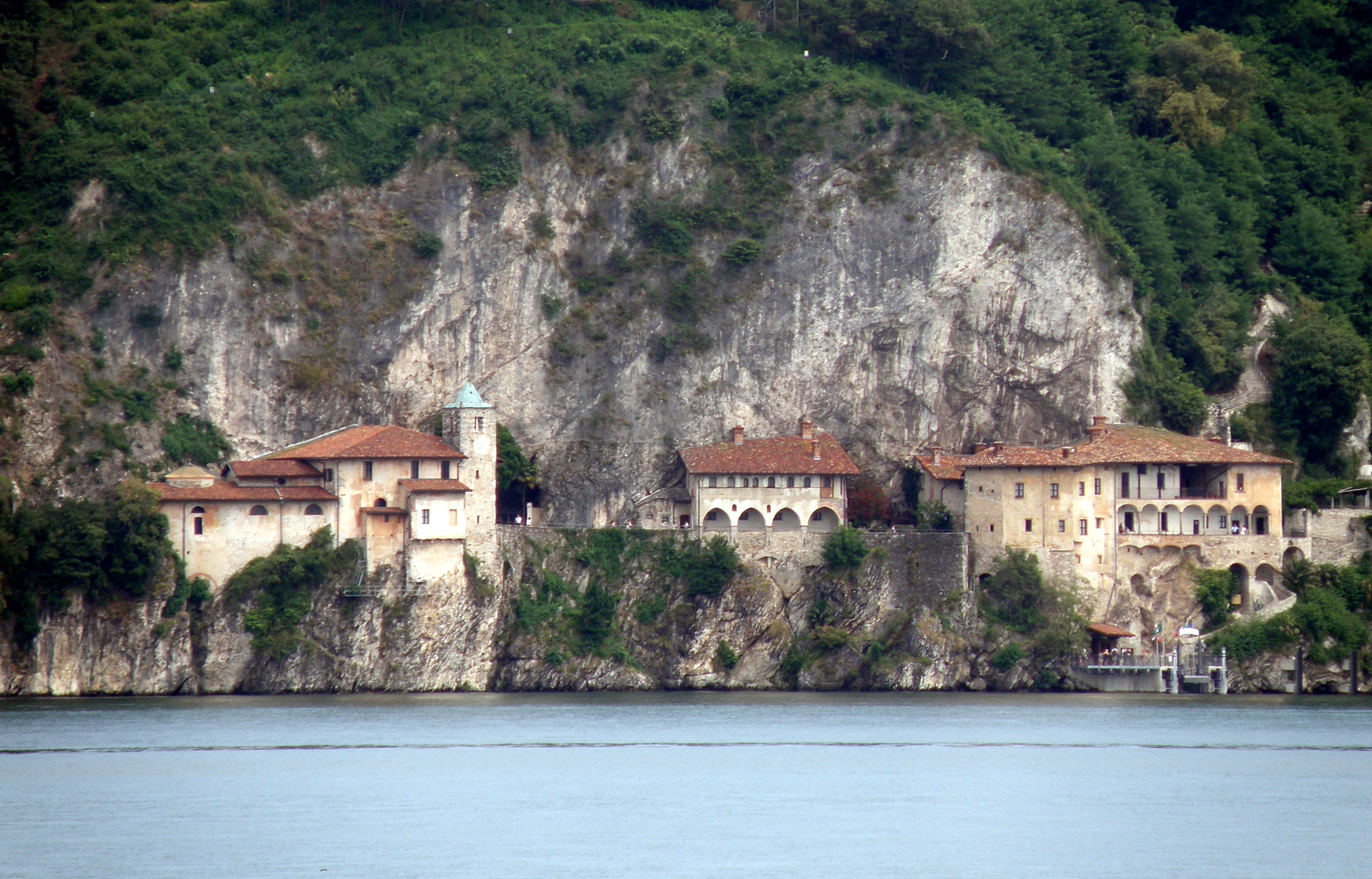
Veduta generale dal lago. Da sinistra, la chiesa con il campanile romanico, il conventino, il cortile del torchio e il fabbricato della sala capitolare
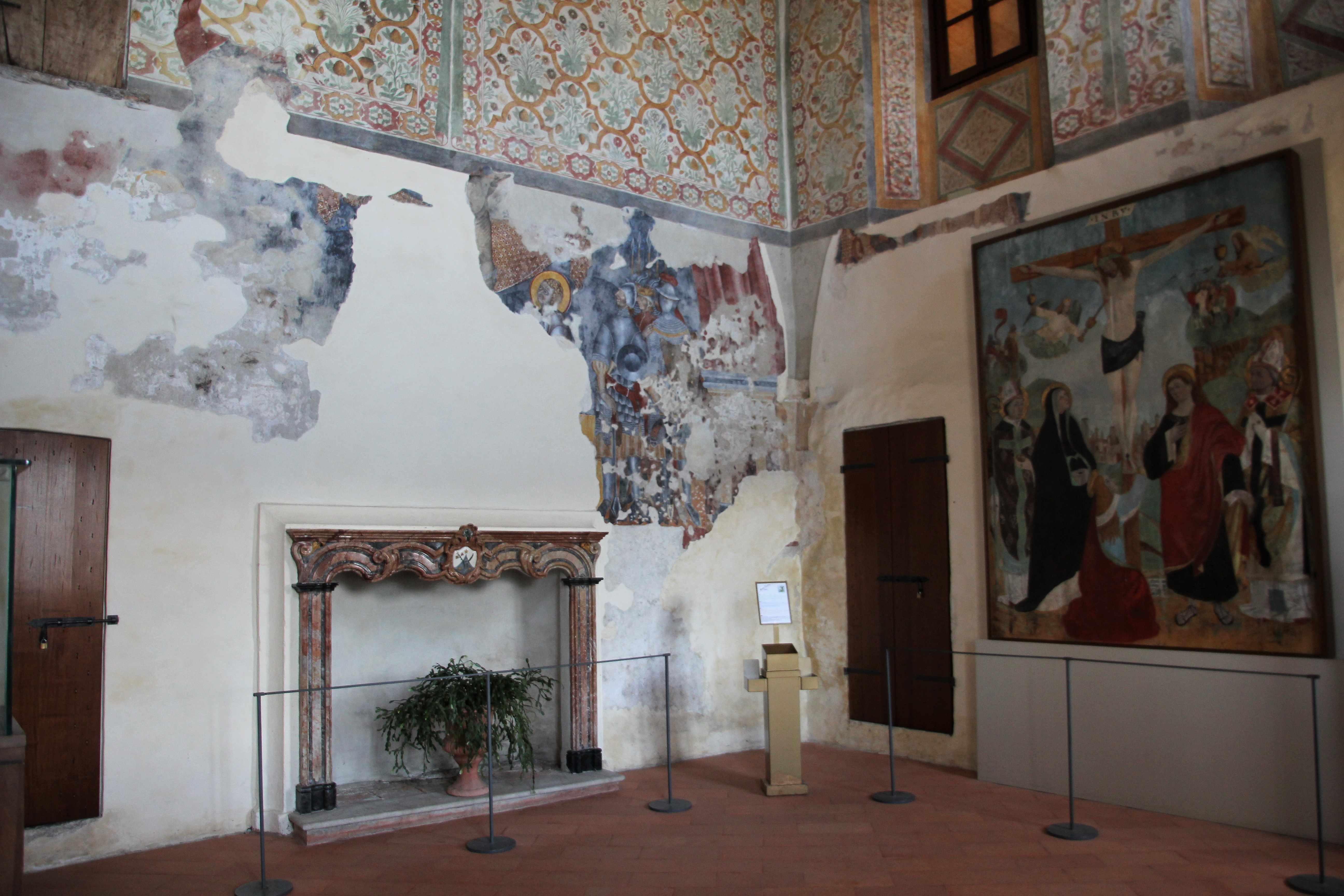
La sala capitolare
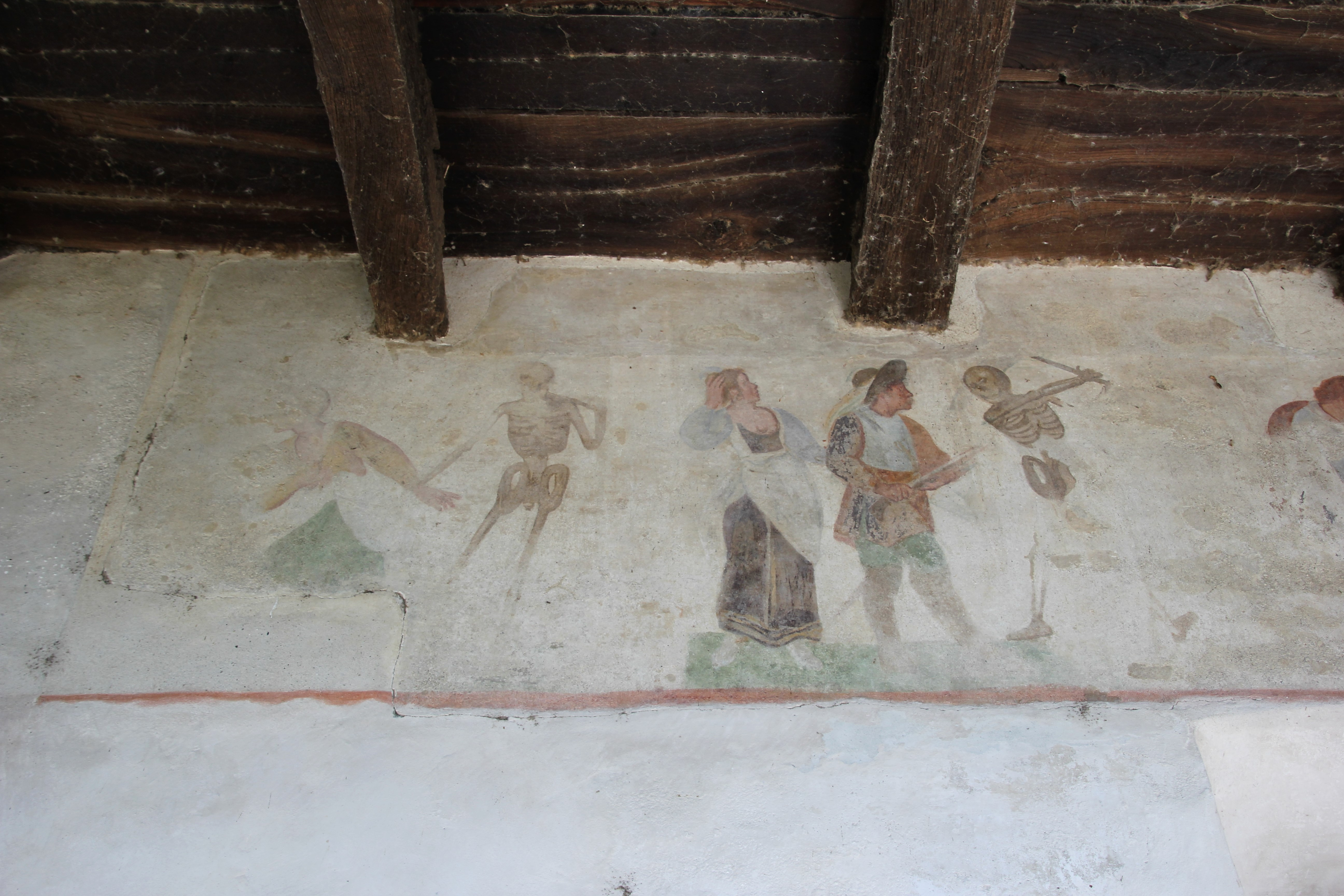
La Danza Macabra

### La chiesa

#### Esterno
La facciata della chiesa si presenta con un porticato rinascimentale con quattro archi a tutto sesto e tre colonne in pietra di Angera, con capitelli a foglia, realizzato nel 1508. Il porticato conserva i resti di un ciclo di affreschi attribuito ad uno dei figli di Bernardino Luini; nell'opera, oltre a quel che resta di un'immagine di San Pietro, compaiono i santi Nicolao, Pietro da Verona, Lucia, Maria Maddalena e Caterina. Una palma, uno staffile e una ruota da tortura, simboli del martirio della santa titolare dell'eremo, si ritrovano invece addossati alla base delle volte, dal lato della parete della chiesa. Altre scene della vita di Santa Caterina si trovavano negli spazi superiori tra le arcate.

#### Interno
La chiesa, le cui definitive fattezze risalgono alla fine del XVI secolo, si sviluppa su cinque precedenti ambienti originariamente separati: quattro di essi hanno finito per corrispondere ad altrettante cappelle (delle quali tre rispettivamente collocate dove un tempo si trovano le chiese di San Nicolao, Santa Caterina e Santa Maria Nova), mentre il quinto non è altro che il sacello dove sono poste le spoglie del beato Alberto Besozzi all'interno di una teca di vetro. Il corpo visibile all'interno della teca è in realtà una statua in legno raffigurante lo scheletro del beato, i reali resti sono conservati in un'urna celata all'interno del cuscino.
Fra le numerose opere di pregio presenti si citano un frammento una Crocifissione con cinque santi e una Crocifissione con due santi. Sull'altare maggiore si segnalano una pala del 1612 con lo Sposalizio mistico di santa Caterina d'Alessandria tra San Nicolao e il beato Alberto Besozzi, un Cristo in Pietà, ed una Santa Caterina sepolta dagli angeli. Sia la pala sia gli affreschi della volta dell'altarmaggiore sono opere di Giovanni Battista De Advocatis.
La prima cappella a sinistra dell'altare maggiore un tempo costituiva l'abside della chiesa di San Nicolao. Una delle vele della volta presenta un affresco ritraente un Cristo benedicente in mandorla, circondato dai simboli dei quattro evangelisti (1438). Nelle vele adiacenti, raffigurazioni dei Dottori della Chiesa in trono, i Santi Ambrogio e Agostino. Al di sotto si trovano le tracce martellinate di un affresco trecentesco con la Crocifissione, la testa di san Giovanni Evangelista ed alcuni soldati romani .
Si citano inoltre le vetrate istoriate, un paliotto in scagliola della scuola dei maestri intelvesi (fine XVII secolo-inizio XVIII), un organo napoletano opera di Domenico Antonio Rossi (1783) e due statue lignee, entrambe risalenti al XVII secolo: la prima, situata all'interno della cappella di Santa Maria Nova, è una statua policroma della Vergine col Bambino; la seconda rappresenta invece Santa Caterina ed è conservata nella cappella dedicata alla stessa santa.
Di particolare interesse anche il sacello, che costituisce il nucleo più antico del complesso (risalendo al 1195) e nel quale nel 1535 furono portate le reliquie del beato Alberto Besozzi. Si presenta su un livello inferiore rispetto alle restanti parti della chiesa, riprendendo le dimensioni del sepolcro di Santa Caterina sul Monte Sinai. Al di sopra della finestra, sulla parete esterna, sono affrescate alcune immagini della traslazione del corpo della santa - da parte degli angeli - al Monte Sinai; sulla parete che ospita la porta d'ingresso al sacello, altri affreschi (risalenti al XVI secolo) raffigurano le nozze mistiche della santa, poste fra Sant'Ambrogio, San Gregorio Magno e Sant'Agostino. Sopra al sacello si trova una volta affrescata con una raggiera con lo Spirito Santo sotto forma di colomba e circondato da angeli, mentre un sottarco orientato verso nord ospita un affresco sul beato Besozzi (1892-1893), raffigurato mentre si trova in preghiera all'interno di una grotta che si apre sul lago in direzione dell'Isola Madre.

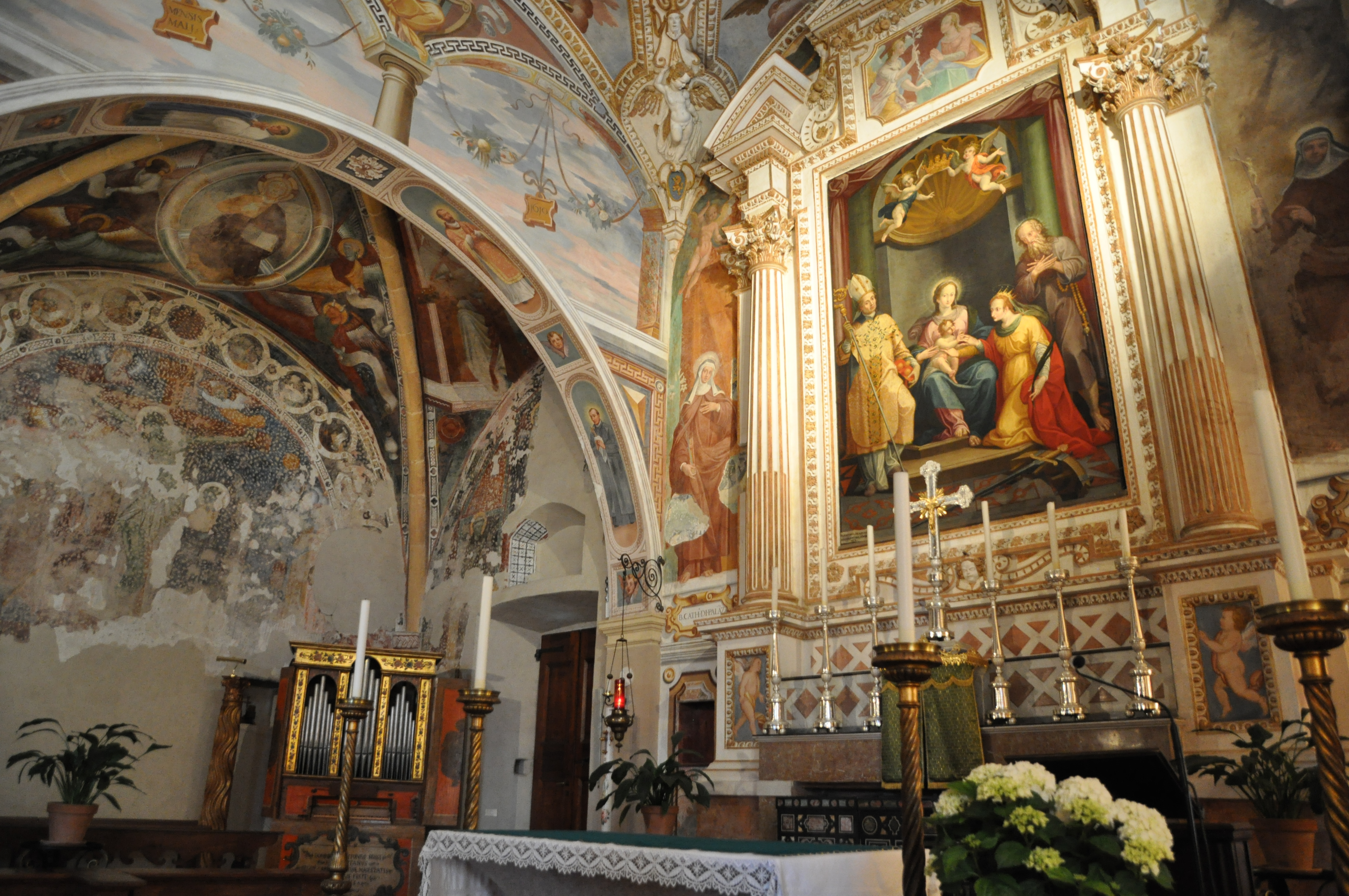
Altare maggiore
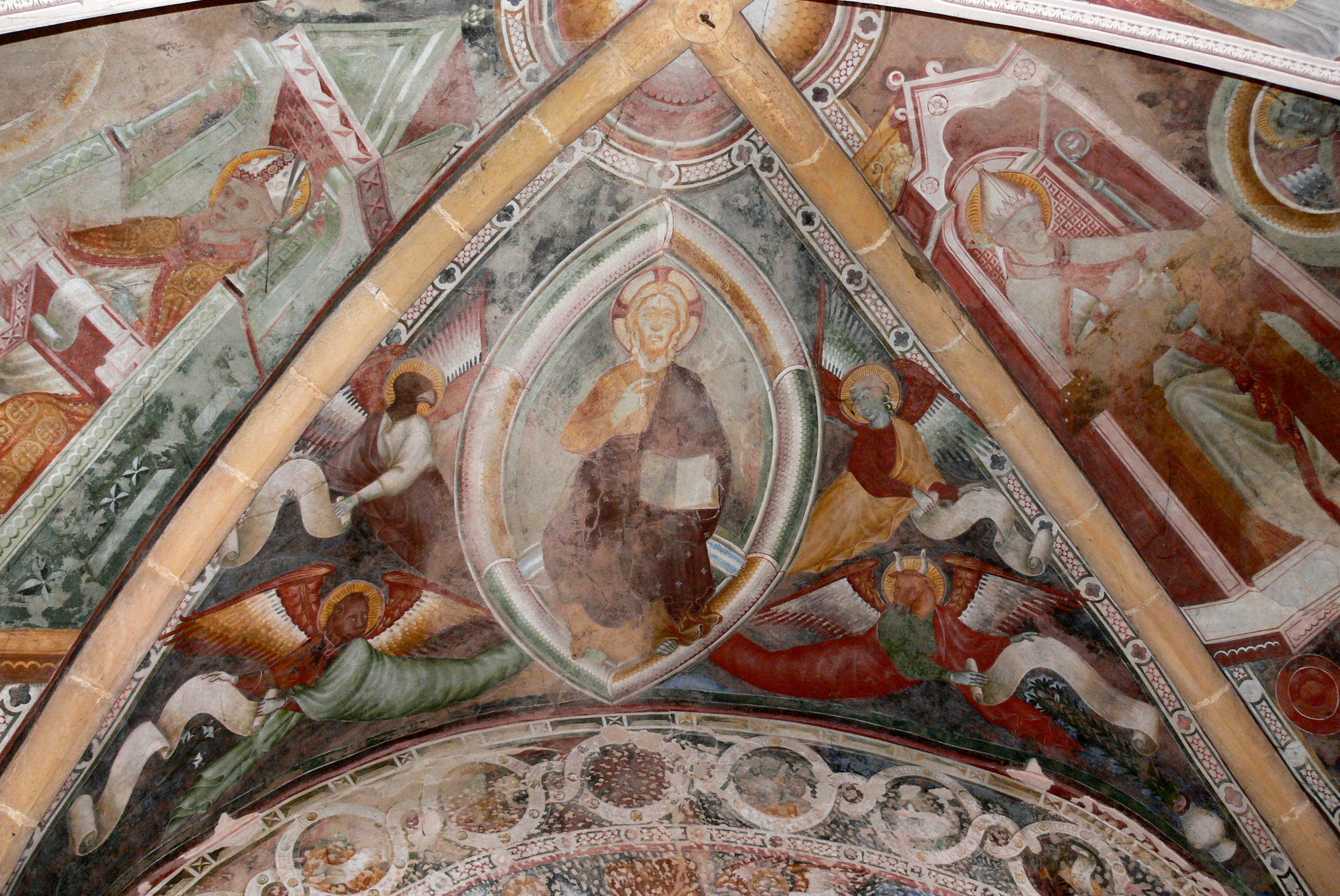
Cappella di San Nicolao, affresco trecentesco con Cristo benedicente in mandorla,
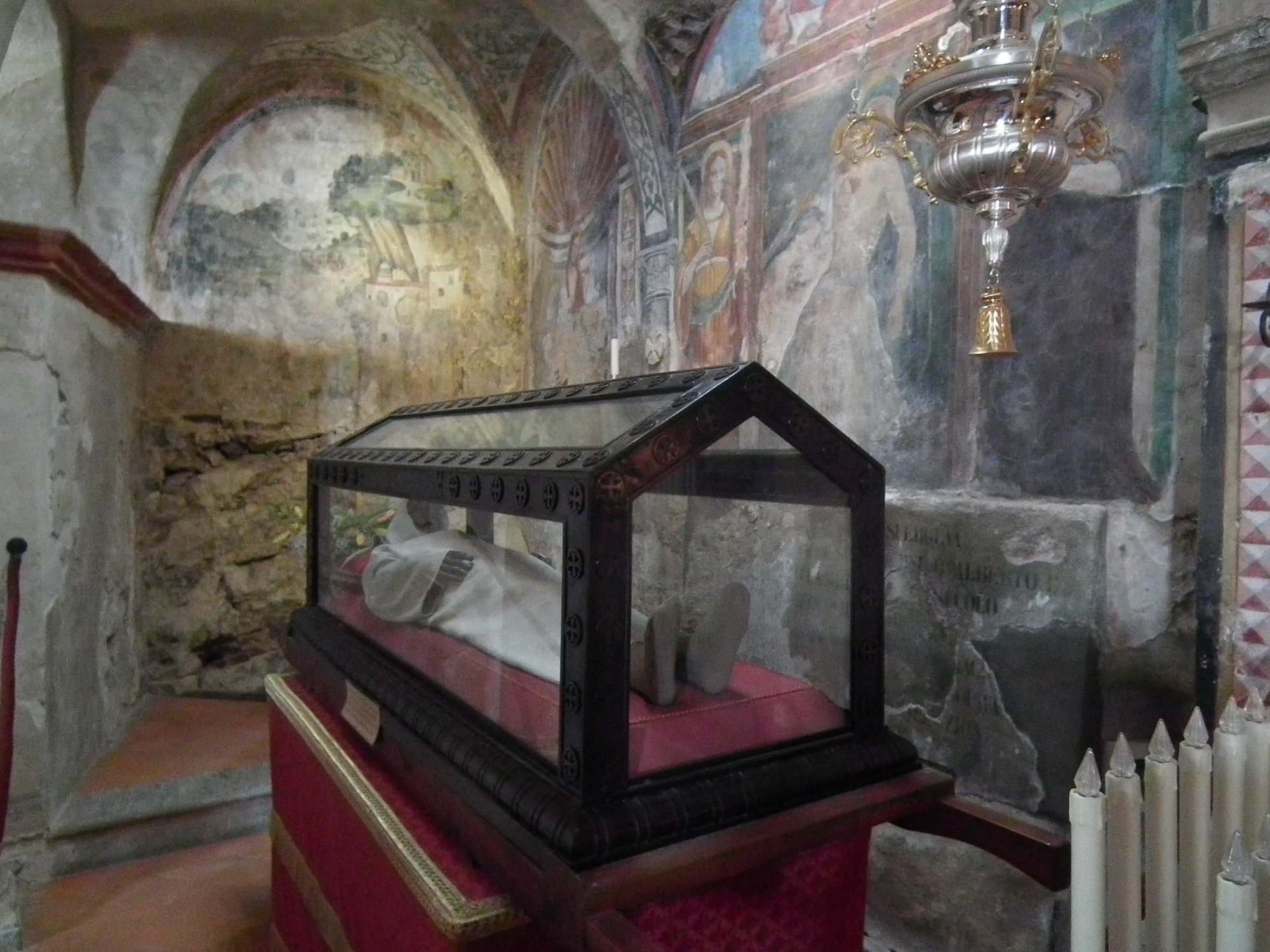
Reliquie del beato Alberto Besozzi
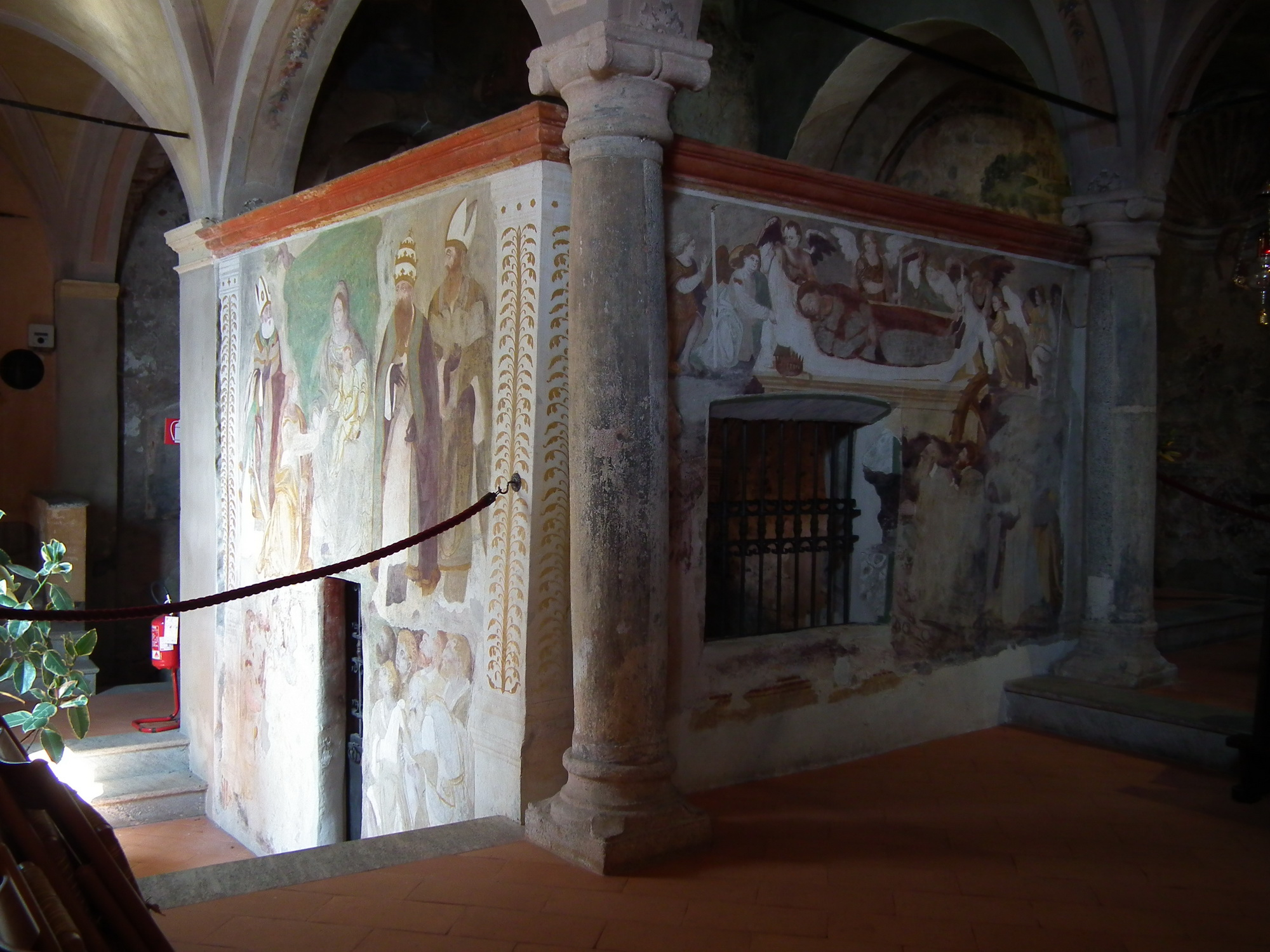
Sacello di Santa Caterina

## Accessibilità e trasporti

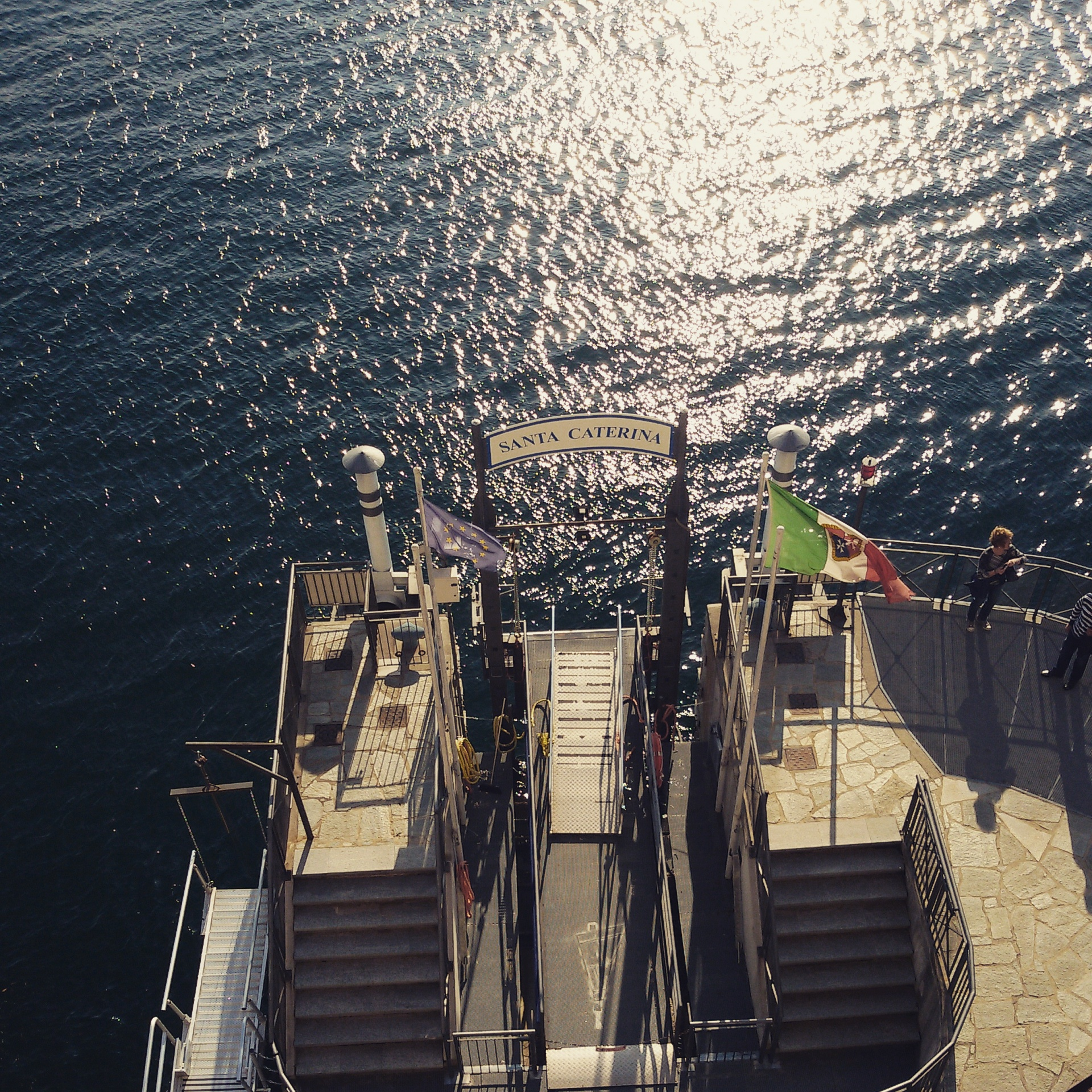
Attracco del servizio di navigazione del Lago Maggiore a Santa Caterina del Sasso

L'eremo è raggiungibile a piedi attraverso una scalinata che lo mette in comunicazione da un lato con la corte del Quicchio, piccolo agglomerato di case, dotato di posteggio per le auto e di un punto di ristorazione, dall'altro con un approdo, a servizio della Navigazione Lago Maggiore, che permette di raggiungere l'eremo in pochi minuti da Stresa. Dal 2010 è inoltre attivo un ascensore, realizzato nella roccia.
Limitatamente ai sabati e alle domeniche del periodo estivo, è inoltre attivo un collegamento diretto con Laveno, gestito con autobus. A poco più di 3 km dall'eremo è inoltre presente la stazione di Sangiano, sulla linea Luino-Milano; più distante, a circa 6 km, la stazione di Laveno Mombello Nord, posta a capolinea sulla ferrovia Milano-Saronno-Laveno.

## Riferimenti cinematografici
L'eremo di Santa Caterina del Sasso, seppur mai direttamente nominato, compare nelle riprese del film di Dino Risi La stanza del vescovo (1977); fu inoltre utilizzato dallo sceneggiato televisivo di Salvatore Nocita I promessi sposi (1989) come convento di Fra Cristoforo, pur non avendo in realtà alcun legame reale con il romanzo manzoniano.